# Nikunau
Nikunau – wyspa koralowa położona w środkowo-zachodniej części Oceanu Spokojnego, wchodząca w skład Wysp Gilberta, należąca do Kiribati. Wyspa w swojej centralnej części posiada niewielkie zbiorniki wodne, które stanowią pozostałość po dawnej lagunie. Liczba ludności wynosi 2 055 mieszkańców.